# سینما سپیدرود
سینما سپیدرود یک سینما در شهر رشت، ایران است.
در سال ۱۳۲۰ «کریشا مایاک» واقع در جنوب غرب میدان شهرداری رشت سینمایی را تأسیس کرد که سینما مایاک نام داشت؛ پس از مدتی سینما سهیلا نام گرفت و هم‌اکنون به سینما سپیدرود مشهور است.
سینما سپیدرود رشت دارای دو سالن نمایش با فیلم مجزا می‌باشد. این سینما دارای گنجایش ۸۰۰ صندلی است. ساختمان این سینما در سال ۱۳۰۶ ساخته شد، در سالهای آغازین دهه هشتاد بازسازی شد و در سال ۱۳۸۳ با اکران فیلم ماهی‌ها عاشق می‌شوند مجدداً به کار خود ادامه داد. پس از باز سازی این ساختمان مجهز به دو سالن شد و در طبقه همکف دارای پاساژ می‌باشد که الگوی این بنا از سینمایی در کانادا گرفته شده‌است.

## مالک
مالک این سینما شاپور (حسین) کیایی است. وی در حال حاضر ساکن کانادا می‌باشد.

## با سابقه‌ترین مدیر
مدیریت این سینما از پیش از انقلاب تا سال ۱۳۸۹ بر عهده سید محمد کامران بود. وی در سال ۱۳۸۹ از دنیا رفت.